# Vardarská Makedonie

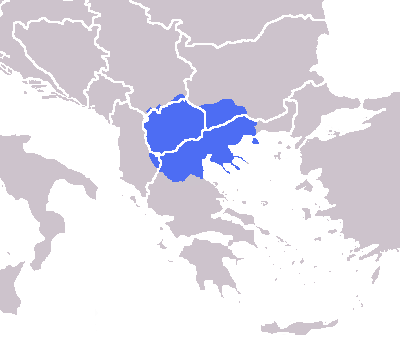
Historická Makedonie (modře) vzhledem k současným státním hranicím. Vardarská Makedonie je vymezena hranicí Severní Makedonie vůči Albánii, Řecku a Bulharsku

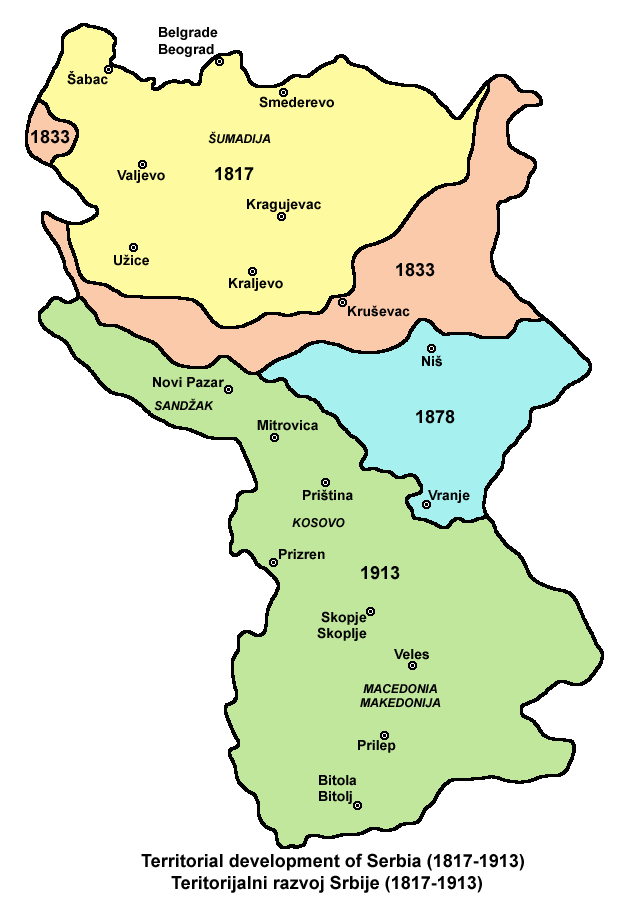
Územní vývoj Srbska v letech 1817-1913

Vardarská Makedonie (makedonsky a srbsky Вардарска Македонија, bulharsky Вардарска Македония) je severozápadní část historického regionu Makedonie, kde se rozprostírá současný stát Severní Makedonie. Oblast je pojmenována podle své hlavní řeky Vardaru. Je obývána především Makedonci a na západě též Albánci. Jejím střediskem je Skopje, dalším historicky významným centrem je Bitola.
Sanstefanský mír roku 1877 přiřknul toto území Bulharsku, ale po revizi na Berlínském kongrese roku 1878 zůstala celá Makedonie součástí Osmanské říše. Po balkánských válkách (1912–1913), které Osmanská říše prohrála, připadl region Srbsku, pro nějž to měla být jistá kompenzace za odepření přístupu k moři. Během první světové války byla Vardarská Makedonie obsazena Bulharskem, které bylo spojencem ústředních mocností a tuto oblast si tradičně nárokovalo (zdejší obyvatelstvo a nářečí bylo považováno za bližší Bulharům než Srbům).
Roku 1918 byly obnoveny hranice z roku 1913, Vardarská Makedonie se stala součástí Království Srbů, Chorvatů a Slovinců a byla integrována do srbské provincie, resp. její části Jižní Srbsko. Srbská, resp. jugoslávská správa zdejší obyvatele důsledně označovala za Srby. Administrativní reformou roku 1922 bylo území rozděleno na 3 oblasti (Bitola, Bregalnica a Skopje), další reformou roku 1929 se stalo součástí Vardarské bánoviny. Za druhé světové války byla rozdělena mezi Bulharsko, Němci okupované Srbsko a Velkou Albánii.
Po válce bylo území vráceno Jugoslávii a byla zde ustavena Lidová republika Makedonie, od roku 1963 nazvaná Socialistická republika Makedonie.
Při rozpadu Jugoslávie se v roce 1991 dosavadní socialistická republika osamostatnila jako „Makedonie“, tento název ale kategoricky odmítalo uznat sousední Řecko. Spor byl vyřešen teprve roku 2019, kdy stát přijal oficiální název Severní Makedonie.